# Jedlina-Zdrój Borowa
Jedlina-Zdrój Borowa – przystanek kolejowy w Jedlinie-Zdroju, w dzielnicy Kamieńsk; w województwie dolnośląskim, w Polsce.
Od 13 grudnia 2020 przystanek na żądanie.
Od 10 grudnia 2023 roku na wniosek Urzędu Miasta w Jedlinie Zdroju nastąpiła zmiana nazwy przystanku z Jedlina Górna na Jedlina-Zdrój Borowa.

## Ruch pasażerski

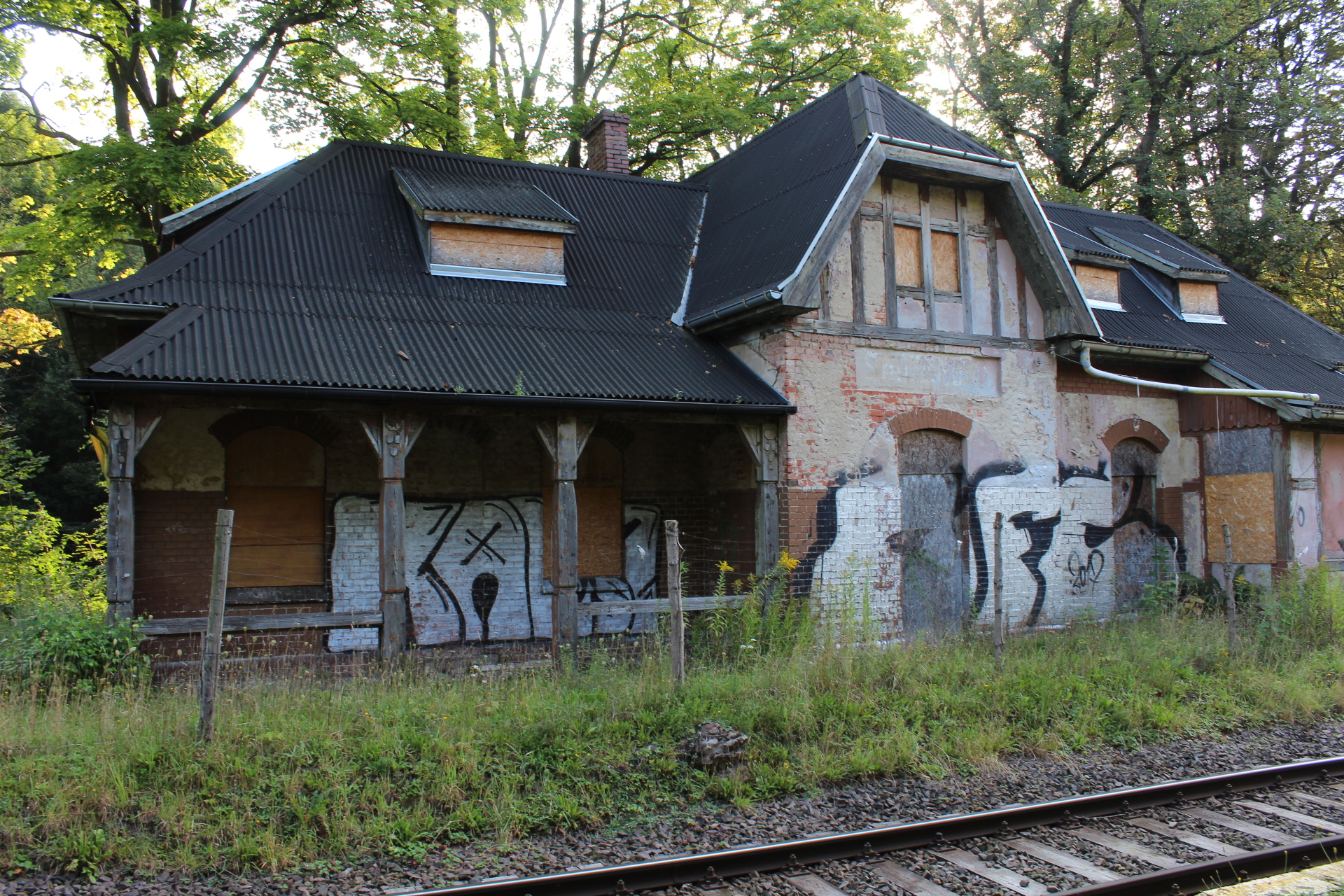
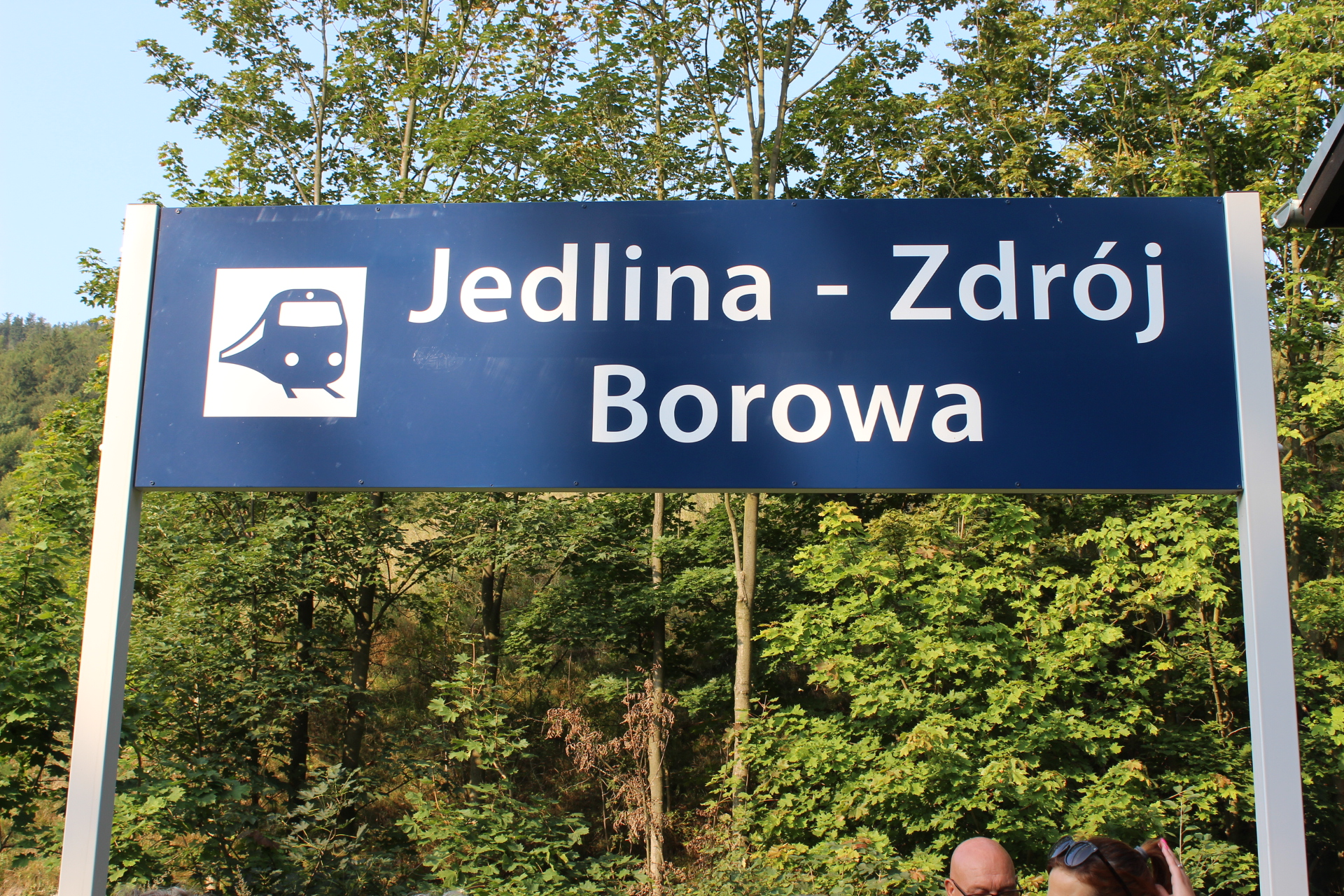

| Rok  | Wymiana pasażerska na dobę |
| ---- | -------------------------- |
| 2017 | 0-9                        |
| 2022 | 0-9                        |